# Kobjer

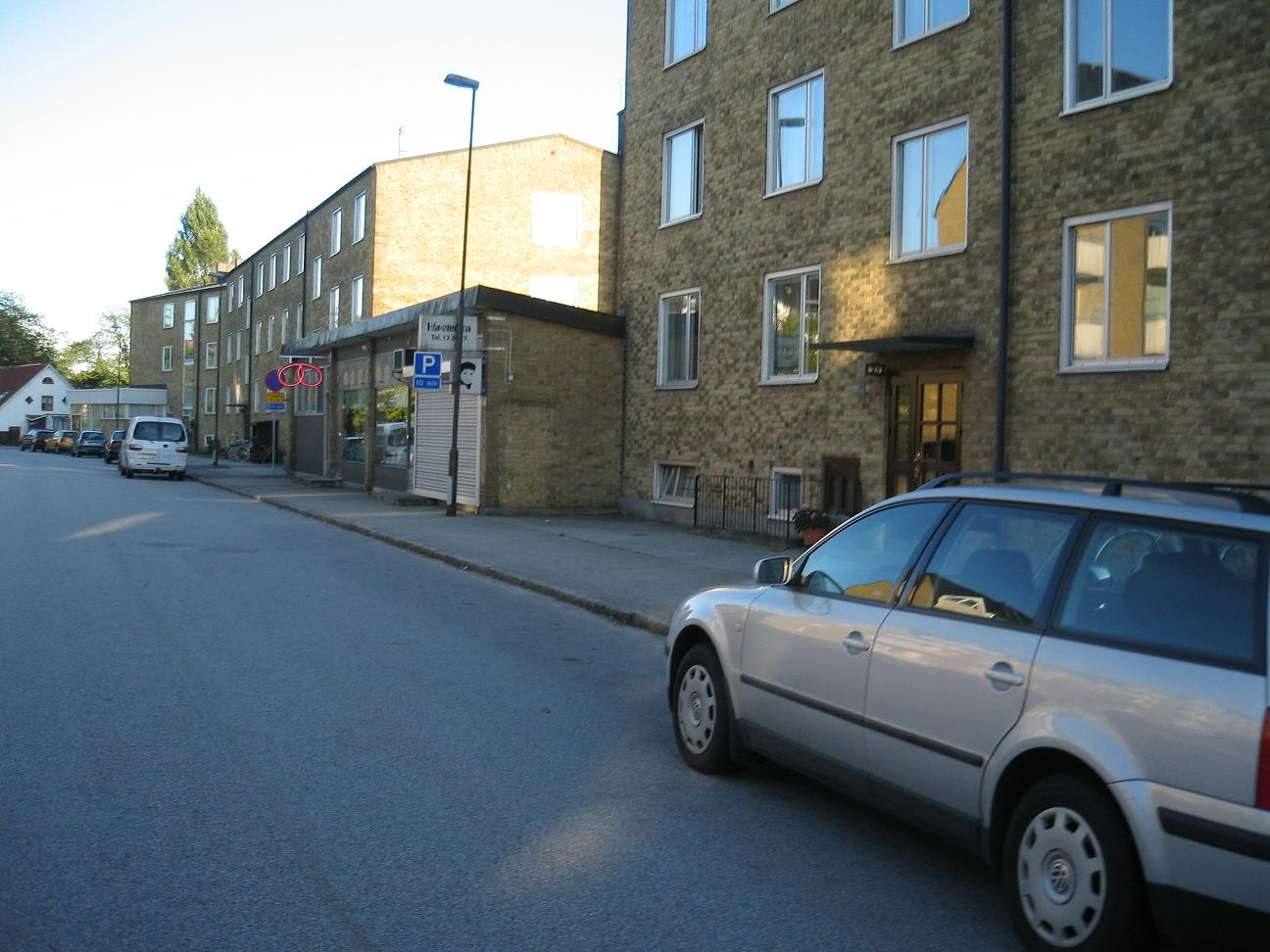
Qvantenborgsvägen, med frisersalong och Annes konditori i bakgrunden. I den låga byggnadskroppen vid husradens slut fanns områdets postkontor.

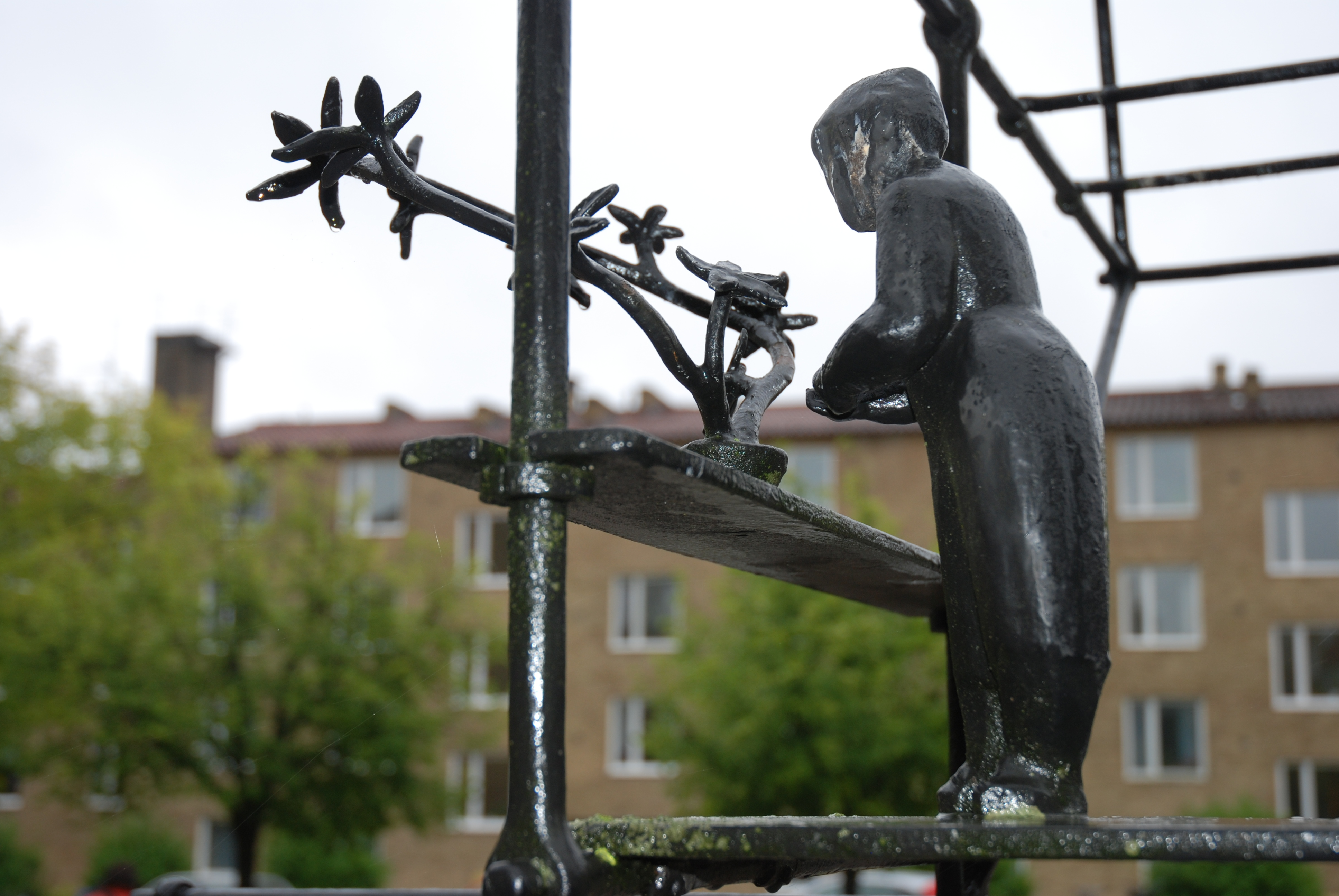
Huset av Liss Eriksson, detalj.

Kobjer är en stadsdel i nordvästra Lund i Sverige. Det är en liten stadsdel som avgränsas naturligt av Västkustbanan i norr, Kaprifolievägen i öst och Öresundsvägen i syd. Bebyggelsen består av både villor och flerbostadshus. År 2021 hade Kobjer 1 850 invånare.

## Etymologi
Kobierg nämns för första gången 1672, och på 1704 års karta är Kobergs Wången en inhägnad, uppodlad odaljord. Namnet Kobjer betyder koberg och kan härledas långt tillbaka tiden, då kullen som området ligger på var dansk. Området benämndes fram till åtminstone 1900-talets mitt ofta Kobergs vången.
Kobjer har många gator vars namn anknyter till lantbruk och odling, som till exempel Bondevägen, Klövervägen och Skördevägen.

## Historia
Kobergsvången var likt majoriteten av Lunds odaljordar obebyggd under hela 1700-talet. En tidigt dokumenterad bebyggelse var en trelängad gård på Kobjers sydsluttning, nära nuvarande korsningen Qvantenborgsvägen-Bondevägen.
Alldeles efter sekelskiftet 1900 började området exploateras som egnahemsområde. Mellan 1900 och 1903 byggdes 15 bostadshus i nordöstra delen av Kobjer, nära järnvägen, där det under en tid fanns en hållplats. Under 1920- och 30-talen tillkom några bostadshus och ett mindre järngjuteri, men det var på 1950-talet som bebyggelsen på Kobjer verkligen kom igång. 
Flera flerfamiljshus i gult tegel uppfördes i ett kontinuerligt, kvartersomslutande gatunät med bebyggelsen längs med gatorna. Ett stadsdelstorg anlades nära kullens krön - en anspråkslös men solig och vindskyddad plats där de bastanta tegelhusen bildar fond och gatsten fundament åt Liss Ericssons skulptur ”Huset”. Småbutiker och ett postkontor inrymdes i bottenvåningarna på flerbostadshusen. I norr och väster uppfördes villor och radhus i rött tegel, och mitt i området inrättades en park med förgreningar in mellan husen. Flera offentliga verksamheter anlades på östra Kobjer; en skola, ett daghem och ett spädbarnshem och ett upptagningshem för omhändertagna barn. 
Efter 1958 avtog tillväxten på Kobjer betydligt. Några äldre hus har rivits till förmån för tätare nybyggnation. När Västkustbanan byggdes ut till dubbelspår 2005 revs några hus i norra delen av Kobjer. De offentliga inrättningarna är till stor del nedlagda. Skolan revs omkring 1990 och byggnaderna som inhyste spädbarnshemmet respektive hemmet för omhändertagna barn är ombyggda till bostäder. Dock finns två förskolor på Kobjer, en privat och en som drivs i offentlig regi.

## Bebyggelse och karaktär
Området har flerfamiljshus och är ett utpräglat femtiotalsområde, vilket bland annat märks på att antalet parkeringsplatser är litet, att trafiksepareringen inte är fullskalig, att butikerna ligger spridda över hela området, att lägenheterna är förhållandevis små och att många hus är byggda med rejäla skyddsrum, vilket låg i tiden för kalla kriget som utspelade sig då. 
Den eftersträvade grannskapsenheten från 50-talet finns till viss del fortfarande kvar. En tydlig avgränsning mot övrig bebyggelse skapades genom att ett band av park och grönyta inrättades som en barriär mot Gustavshemsvägens och Öresundsvägens industriområden i söder. Biltrafiken är ytterst sparsam då det bara finns två infartsvägar söder om området.
Viss hänsyn togs till det befintliga fruktträdsbeståndet när husen byggdes, och därför finns fler fruktbärande träd i de omgivande parkerna än vad som är typiskt för ett bostadsområde från denna tid. Ett flertal bostadshus byggda under 1900–1903 ligger kvar och det växer flera riktigt stora träd i området.

## Näringsliv
På Kobjer finns en frisör och en taxicentral.

## Kommunikationer
Lunds stadsbuss linje 2 mot Nova Lund har tre hållplatser på Kobjer. 
Det finns flera cykelvägar till och från Kobjer; bland annat går de gula stråken mot Gunnesbo genom området.